# Richard 1. af Capua
Richard 1. af Capua (død 1078) var greve af Aversa (1049-1078) og fyrste af Capua (1058-1078).
Han hørte til Drengot-slægten, som var den første normanniske familie med landområder i Syditalien. Richards onkel, Rainulf Drengot, blev den første greve af Aversa, og da han døde i 1045, drog Richard fra Normandiet med et følge på 40 riddere og formentlig en forventning om at komme i betragtning i arvefølgen. Grevskabet gik til Richards storebror Asclettin, og da han døde kort tid efter, gik det til fætteren Rainulf Trincanocte.

## De første år i Italien
Da Richard ankom til Italien i 1046, ville Trincanocte ikke have noget med ham at gøre. Han blev anset for en trussel og tilbød i stedet sin tjeneste til Humfred af Hauteville, der var bror til greven af Apulien, Drogo. Humfred havde imidlertid ikke midler til at holde så mange riddere beskæftiget, så Richard gik i gang med at organisere røvertogter på egen hånd, og for at få fred gav Tricanocte ham Asclettins gamle besiddelser i Acarenza. Plyndringerne fortsatte imidlertid, og til sidst blev det for broget for grev Drogo, og Richard blev smidt i fængsel.
Da grev Asclettin af Aversa døde i 1048, sad Richard stadig i fængsel. Lensherren over Aversa, Guaimar 4. af Salerno, havde retten til at udpege et formynderskab for den umyndige grev Herman, og han valgte Richard. Efter 1049 hører man ikke mere til Herman, og Richard begyndte selv at kalde sig for greve.

## Greve af Aversa
Den første vigtige begivenhed i Richards regeringstid kom i 1053. Pave Leo 9. ønskede at sætte en stopper for normannernes fremtrængen i Syditalien, og med hjælp fra sit tyske hjemland (men ikke fra kejser Henrik 3.) sendte han en hær imod dem. Normannerne var truet på livet og lagde straks deres indbyrdes fejder på hylden og udrustede selv en hær. De to parter tørnede sammen i slaget ved Civitate i 1053. Richard ledede ridderne på normannernes højre fløj, og han var den første, der angreb fjenden. Modstanderne over for ham blev slået på flugt, og efter at han havde forfulgt dem, vendte han tilbage til valpladsen, hvor udfaldet endnu ikke var afgjort, og hans riddere sikrede den endelige sejr. Paven blev taget til fange kort efter, og hans frigivelse blev først gennemført, da han gik med til en aftale, der bekræftede normannernes rettigheder i Syditalien.
Richards politik gik i de følgende år ud på at erobre land fra sine lombardiske naboer, Pandulf 6. af Capua, og Gisulf 2. af Salerno, der havde efterfulgt sin far Guaimar. Specielt gik det hårdt ud over fyrstedømmet Salerno, der efterhånden blev reduceret til kun at omfatte selve byen. Richards taktik var simpel: Han stillede nogle krav, fyrsten ikke kunne imødekomme, og når han fik afslag, blev der krig. Gisulf fik til sidst reddet sin position i Salerno ved at indgå forbund med den stærke bystat Amalfi, og Richard begyndte at se sig om efter et lettere mål.
Da Pandulf den 6. af Capua døde i 1057, indledte Richard straks en belejring af byen. Efter nogle måneder blev byen blev sultet til overgivelse (1058), og Richard tog titlen som fyrste af Capua. Han blev dermed den første normanner, der kom til at regere et af de eksisterende syditalienske riger. Pandulfs bror og efterfølger, Landulf, fik lov til at beholde selve byen indtil 1062.

## Fyrste af Capua
Richards næste træk var at få sin datter forlovet med en søn af Atenulf 1., hertugen af Gaeta. Uheldigvis døde den unge mand inden brylluppet, men det afholdt ikke Richard fra at gøre krav på den morgengave, bruden skulle have haft. Hertugdømmet var på den tid kun en skygge af sin fordums storhed, men hertugen afviste alligevel kravet, og Richard reagerede prompte ved at belejre og erobre byen Aquino, der var en af hertugdømmets sidste besiddelser uden for selve byen Gaeta.
I februar 1059 ankom Hildebrand, der senere skulle blive pave Gregor 7., til Capua. Hildebrand var på det tidspunkt højt placeret i det pavelige hof, og han bad på vegne af reformpaven Nikolaus 2. normannerne om støtte til at bekæmpe modpaven, Benedikt 10. Kort tid efter indledte Richard en belejring af Galeria, hvor Benedikt opholdt sig. Benedikt blev tvunget til at opgive titlen, og i påsken 1059 afholdt Nikolaus en synode i Melfi. For normannerne var den vigtigste begivenhed under synoden, at Robert Guiscard blev anerkendt som hertug af Apulien, Calabrien og Sicilien, og at Richard blev anerkendt som greve af Aversa og fyrste af Capua. Richard svor troskab til pavedømmet og han lovede at respektere pavestatens territorium. Hermed blev loyalitetsbåndene i Syditalien fuldstændig ændret, og de tidligere bånd til de lombardiske og byzantiske fyrster forsvandt, lige som den tysk-romerske kejser nu også var ude af billedet. For normannerne var det endnu en skelsættende begivenhed: De kunne endelig gøre sig fri af deres gamle status som røveriske udskud, der – skønt kristne – nærmest blev betragtet som hedninge. Nu var de anerkendt i deres riger og havde status som pavens beskyttere.
I 1061 henvendte Hildebrand sig igen. Der var kommet en ny modpave, Honorius 2., og Richards tropper sørgede for at han blev fjernet og at reformfløjens kandidat, Alexander 2., blev valgt. Richard var på vej til at få et ry som "pavemager".
I 1062 sendte Richard sin søn Jordan til Gaeta for at tage byen og dens lille hertugdømme fra Atenulf 2. og dermed kunne Richard og Jordan også smykke sig med titlen som hertuger af Gaeta. Atenulf fik lov til at regere selve byen indtil 1064. Erobringen af Gaeta åbnede vejen mod nord, og i de følgende år fortsatte Richard med at udvide sin magt i Campanien, helt op til Roms mure. Richard forsøgte i 1066 et angreb på selve byen Rom, men han blev slået tilbage af pavens toscanske hjælpetropper.
Mens Robert Guiscard var på Sicilien og belejrede Palermo i 1072, gjorde hans nevøer Abelard og Herman Hauteville oprør sammen med Peter af Trani, og med støtte fra Richard og Gisulf af Salerno. Robert vendte hurtigt tilbage og gjorde en ende på oprøret, og både Richard og Gisulf fik hurtigt trukket sig ud af sagen.
Den endelige forsoning mellem Robert Guiscard og Richard kom i 1076. Den tysk-romerske kejser Henrik 4. var på kollisionskurs med Hildebrand, der i 1073 var blevet valgt som pave Gregor 7. Paven bad normannerne om hjælp, og de to normanniske ledere mødtes, og aftalte at arbejde sammen. Gregor klarede selv ærterne ved at ekskommunikere kejser Henrik, så den nye normanniske alliance blev i stedet brugt til at angribe Gisulf af Salerno. Byen Salerno blev belejret og erobret i 1077, og Robert Guiscard indlemmede området i sit hertugdømme. Robert og Richards næste mål, i 1078, var Napoli. Richard belejrede byen, og Roberts flåde blokerede den fra søsiden. Imidlertid blandede pave Gregor sig i sagen, og han ekskommunikerede de to fyrster i marts 1078. Kort tid efter blev Richard alvorligt syg. Han nåede lige at forlige sig med kirken, og så døde han. Sønnen Jordan, der ellers var i fuld gang med at invadere de pavelige besiddelser i Abruzzo, rejste til Rom for at blive velsignet som hersker over faderens områder, og belejringen af Napoli blev opgivet.
Richard havde foruden Jordan også sønnen Jonathan, der blev greve af Carinola, samt fire døtre.

## Eksterne links
- Sicily/Naples, Nobility (Conti d'Aversa)